# Castle Dale (Utah)
Castle Dale é uma cidade localizada no estado norte-americano de Utah, no Condado de Emery.

## Demografia
Segundo o censo norte-americano de 2000, a sua população era de 1657 habitantes.
Em 2006, foi estimada uma população de 1617, um decréscimo de 40 (-2.4%).

## Geografia
De acordo com o United States Census Bureau tem uma área de
4,8 km², dos quais 4,8 km² cobertos por terra e 0,0 km² cobertos por água. Castle Dale localiza-se a aproximadamente 1730 m acima do nível do mar.

## Localidades na vizinhança
O diagrama seguinte representa as localidades num raio de 20 km ao redor de Castle Dale.